# Кримськотатарський культурний центр «Birlik»
Кримськотатарський культурний центр «Birlik» (крим. Qırımtatar medeniyet merkezi «Birlik») — культурний центр та мечеть поблизу Києва. Розташований у селі Чайки, на вулиці Грушевського, 3.

## Історія
Ідея створення культурного центру виникла в 2018 році, коли місцева кримськотатарська громада заснувала громадську організацію "Бірлік". У перекладі з кримськотатарської це слово (крим. birlik) означає єдність. Культурний центр покликаний об'єднати не тільки кримськотатарську громаду, а й познайомити всіх охочих з культурою цього народу.
За словами Мустафи Джемілєва, на побудову центру, завдяки меценатам, було витрачено 1,5 млн доларів. Лідер кримськотатарського народу зазначив, що Меджліс спільно з Туреччиною працює над створенням великого культурного центру та мечеті в Києві.
Відкриття відбулося 19 вересня 2020 року. В урочистій церемонії взяли також участь голова Меджлісу Рефат Чубаров, народний депутат Рустем Умєров, заступник міністра з питань реінтеграції тимчасово окупованих територій України Снавер Сейтхалілєв, посол Турецької Республіки — Ягмур Ахмет Гульдере, постійний представник президента України в АР Крим Антон Кориневич, Муфтій Духовного управління мусульман Криму Айдер Рустемов, голова Петропавлівсько-Борщагівської сільської ради Олексій Кодебський та інші.
7 квітня 2023 року на території Кримськотатарського культурного центру «Birlik» президент України Володимир Зеленський разом з українськими воїнами-мусульманами, лідерами Меджлісу кримськотатарського народу та представниками мусульманського духовенства узяв участь в іфтарі та оголосив про відзначення іфтару на офіційному рівні. Разом з президентом та представниками корінних народів іфтар розділили українські військовослужбовці-мусульмани, котрі зараз воюють у лавах Збройних Сил України: волзькі татари, азербайджанці, та інших народів, що сповідують іслам.

## Інфраструктура
На базі культурного центру "Бірлік" діє мечеть, освітній центр, дитячий і молодіжний центри, книгозбірня. Також є спортивна зала.

### Школа
У вересні 2021 року на базі центру відкрито кримськотатарську школу, де понад 100 дітей зможуть навчатися рідною мовою. Також заняття відбуваються українською та англійською мовами. У школі можуть навчатися діти різних національностей та релігійних конфесій.

### Соціальні мережі
- Сторінка центру у Фейсбук
- Сторінка школи при центрі у Фейсбуці